# Prosopeia
Az álarcospapagáj (Prosopeia) a madarak osztályának papagájalakúak (Psittaciformes) rendjébe, a szakállaspapagáj-félék (Psittaculidae) családjába és a rozellaformák (Platycercinae) alcsaládjába tartozó nem.

## Előfordulása
Az ide tartozó fajok a Fidzsi-szigeteken őshonosak, illetve egyik fajuk a Tonga-szigeteken is megtalálható, valószínűleg betelepítés útján.

## Rendszerezés
A  nembe az alábbi 3 faj tartozik.
- Sárgahasú álarcospapagáj korábban sárgahasú pézsmapapagáj (Prosopeia personata)
- Pompás álarcospapagáj korábban fénylő pézsmapapagáj (Prosopeia splendens)
- Tongai álarcospapagáj korábban gesztenyevörös pézsmapapagáj (Prosopeia tabuensis)